# Denzel Curry

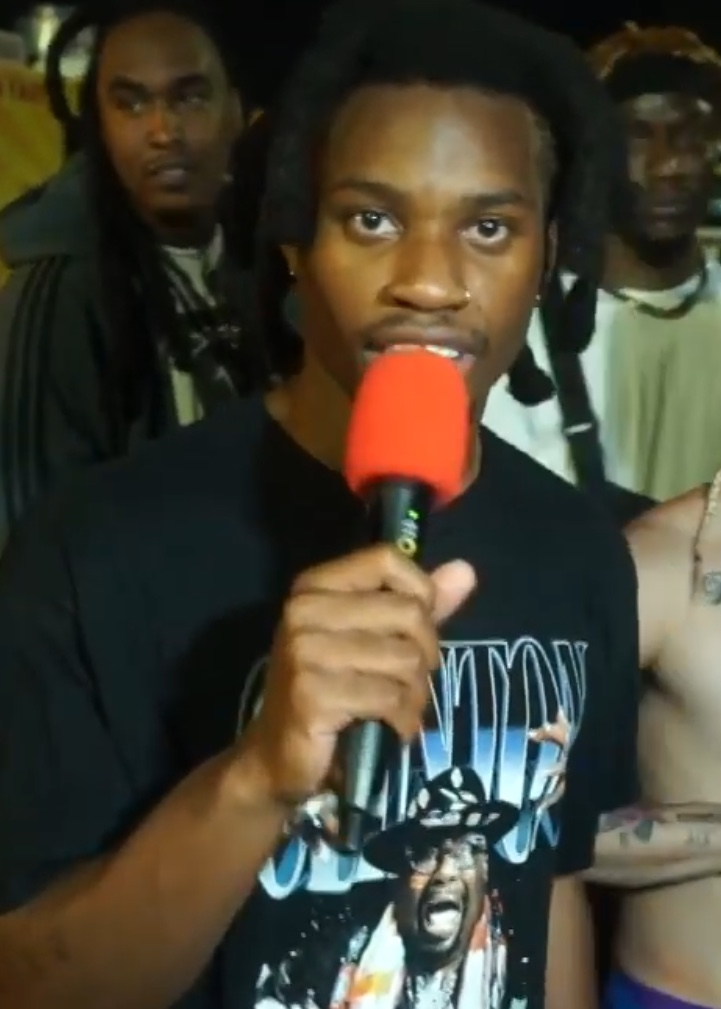
Denzel Curry (2019)

Denzel Rae Don Curry (* 16. Februar 1995 in Carol City, Florida), früher auch bekannt unter dem Pseudonym Denzel Aquarius’Killa Curry, ist ein US-amerikanischer Rapper und Sänger. Mit seinem Debütalbum machte er sich 2013 einen Namen in der Szene von Miami und entwickelte sich seither zu einem der bedeutendsten Vertreter des Cloud Rap. Sein drittes Album Ta13oo erreichte 2018 Platz 28 der Billboard 200.

## Leben
Denzel Curry kam 1995 als Sohn bahamaisch-stämmiger Eltern in Carol City zur Welt. Er wuchs gemeinsam mit vier Brüdern in der Vorstadt von Miami auf. Sein Vater arbeitete als Truckfahrer für ein Getränkeunternehmen. Während er durch seine Eltern mit Musik von Parliament/Funkadelic, OutKast, Isaac Hayes, Marvin Gaye oder James Brown sozialisiert wurde, begann er bereits in der Grundschule mit dem Verfassen von Gedichten. Zwei Jahre lang besuchte Curry die High School für Design und Architektur (DASH) im Miami Design District, von der er jedoch verwiesen wurde. Seinen Abschluss machte er 2013 stattdessen an der Carol City High.
Denzels älterer Bruder Treon Johnson, der sich in Miami einen Namen als Backyard fighter gemacht hatte, wurde am 4. März 2014 in Hialeah Opfer von Polizeigewalt. Der 27-Jährige verstarb im Krankenhaus in Polizeigewahrsam an einem Herzstillstand, nachdem er von den Beamten mit einem Taser und Pfefferspray außer Gefecht gesetzt worden war. In einem Radiointerview gab Curry 2018 bekannt, als Kind von einem Mann sexuell belästigt worden zu sein. Er praktiziert Muay Thai.

## Karriere

### Anfänge in Miami

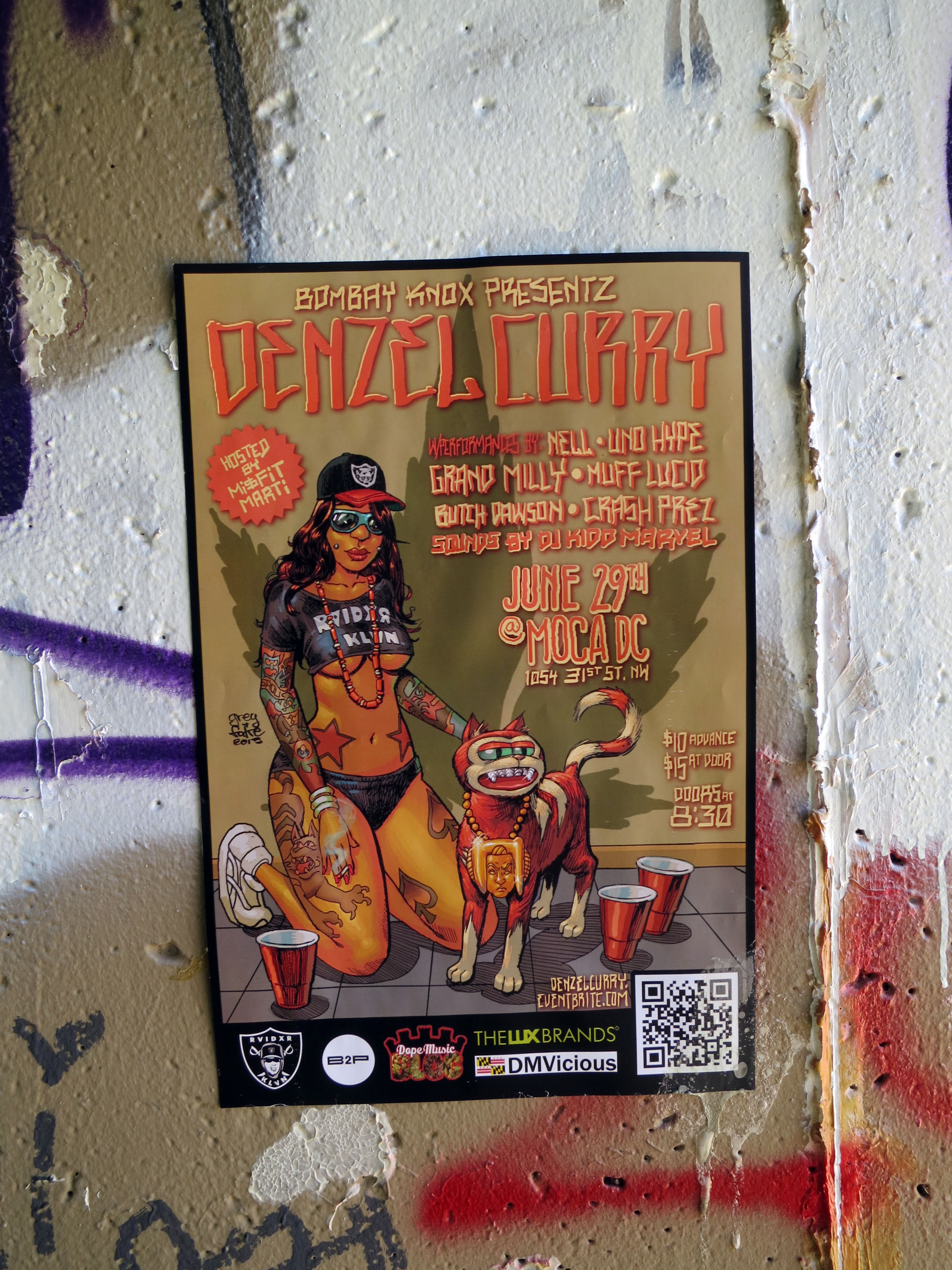
Plakatreklame für ein Denzel-Curry-Konzert (2013)

In der zwölften Klasse brachte Curry ein Freund bei zu rappen und er begann sich für Hip-Hop-Größen wie Nas, Jay-Z und Big L zu interessieren. Mithilfe der
Software Audacity und einem Mikrofon nahm er erste Songs auf und lud sie auf Myspace hoch.
Nachdem er das Mixtape Blvcklvnd Rcdix 66.6 gehört hatte, nahm er Kontakt mit dem vier Jahre älteren SpaceGhostPurrp auf, indem er ihm einige Zeichnungen schickte. 2011 veröffentlichte Curry unter dem Titel King Remembered Underground Tape 1991–1995 selbst sein erstes Mixtape auf der Website von Purrp. Danach folgten erste Live-Auftritte mit dem um SpaceGhostPurrp gescharten Raider Klan. Mit seinem zweiten Tape, auf dem er unter anderem den gewaltsamen Tod von Trayvon Martin verarbeitete, erregte er 2012 die Aufmerksamkeit von Earl Sweatshirt und Odd Future. Sein politisches Bewusstsein und das selbst gedrehte Video zu  Strictly 4 My R.V.I.D.X.R.Z. beeindruckten den früheren Punchline-MC Mark Maturah so sehr, dass er Currys Management übernahm. Curry erklärte seine Motivationen wie folgt:

“Everybody has a choice, but if I didn’t rap, I don’t know what I would be doing. It’s my world and keeps me from getting in trouble. [It] gave me something to talk about, inspiration. I’m living in the danger zone. I’m like a reporter reporting everything that’s going down and talking to people going through it.”

„Jeder hat eine Wahl, aber würde ich nicht rappen, weiß ich nicht, was ich tun würde. Es ist meine Welt und bewahrt mich davor, in Schwierigkeiten zu geraten. [Es] gab mir etwas, worüber ich sprechen kann, Inspiration. Ich lebe in der Gefahrenzone. Ich bin wie ein Reporter, der über alles berichtet und mit den Leuten redet, die davon betroffen sind.“

### Debütalbum und erste Erfolge
Die im März 2013 erschienene Single Threatz wurde ein viraler Erfolg und brachte dem 18-Jährigen neben MTV-Airplay erstmals große mediale Aufmerksamkeit ein. Es folgten Auftritte am Coachella, SXSW und A3C. Mit seinem im folgenden September veröffentlichten Debütalbum Nostalgic 64 emanzipierte sich Curry endgültig vom Raider Klan. Während der Arbeit an diesem Erstling verlor er laut Angaben seines Managers sieben Freunde und Verwandte. Die Website spin.com listete ihn im November 2013 als einen der fünf besten neuen Künstler des Monats und zog Vergleiche mit Inspectah Deck und Schoolboy Q. Ab April 2014 begleitete er die Underachievers auf ihrer bundesweiten „Eyes of the World Tour“.
Nach dem Tod seines Bruders dauerte es einige Monate, bis Curry wieder Musik veröffentlichte. Im März 2016 ließ er sein zweites Album, das harte, minimalistische Imperial folgen, auf dem er von etablierten Genrekollegen wie Joey Badass und Rick Ross unterstützt wurde. Das Hip-Hop-Magazin XXL nahm Curry daraufhin in seine „Freshman Class“ der vielversprechendsten Newcomer auf. Laut.de befand in einem sehr wohlwollenden Review, Curry würde auf dem Album „Blut, Gift und Galle in alle Himmelsrichtungen verspritzen“.

### Charterfolge mitTa13ooundZuu
2017 zog Curry nach Los Angeles, um die Arbeit an weiteren Albumprojekten zu vertiefen. Sein drittes Studioalbum und Label-Debüt Ta13oo (sprich „Taboo“) erschien im Juli 2018 bei Loma Vista Recordings und bescherte ihm erstmals internationalen Erfolg. Das Album wurde zunächst an drei aufeinanderfolgenden Tagen als einzelne EP veröffentlicht. Es erreichte Platz 28 der Billboard 200 und erhielt äußerst positive Kritiken. Auf dem Titel Sirens ist die Sängerin Billie Eilish im Background zu hören. Sie hatte sich zuvor als Bewunderin seines Werks gezeigt und half sowohl beim Verfassen als auch der Produktion der Nummer. Das düstere Video zur erfolgreichsten Singleauskoppelung Clout Cobain konnte mehr als 100 Millionen YouTube-Klicks generieren. Im Februar 2019 sorgte Curry mit einer Aufnahme von Rage Against the Machines Bulls on Parade für den australischen Radiosender Triple J für Aufsehen.
Ohne große Vorankündigung veröffentlichte er im folgenden Mai sein viertes Studioalbum Zuu, das sich stilistisch stark vom Vorgänger Ta13oo unterscheidet und sein Heimweh nach Miami zum Ausdruck bringt. Das Album konnte sich erneut in mehreren Ländern in den Charts platzieren und erreichte Platz 32 der Billboard 200. Die Rezensionen fielen abermals hervorragend aus; Pitchfork nannte die Platte „das beste, dynamischste und insgesamt härteste Album seiner Karriere“. Im Juni und Juli 2019 trat Curry als Support von Billie Eilish auf ihrer US-Tour auf.

## Stil

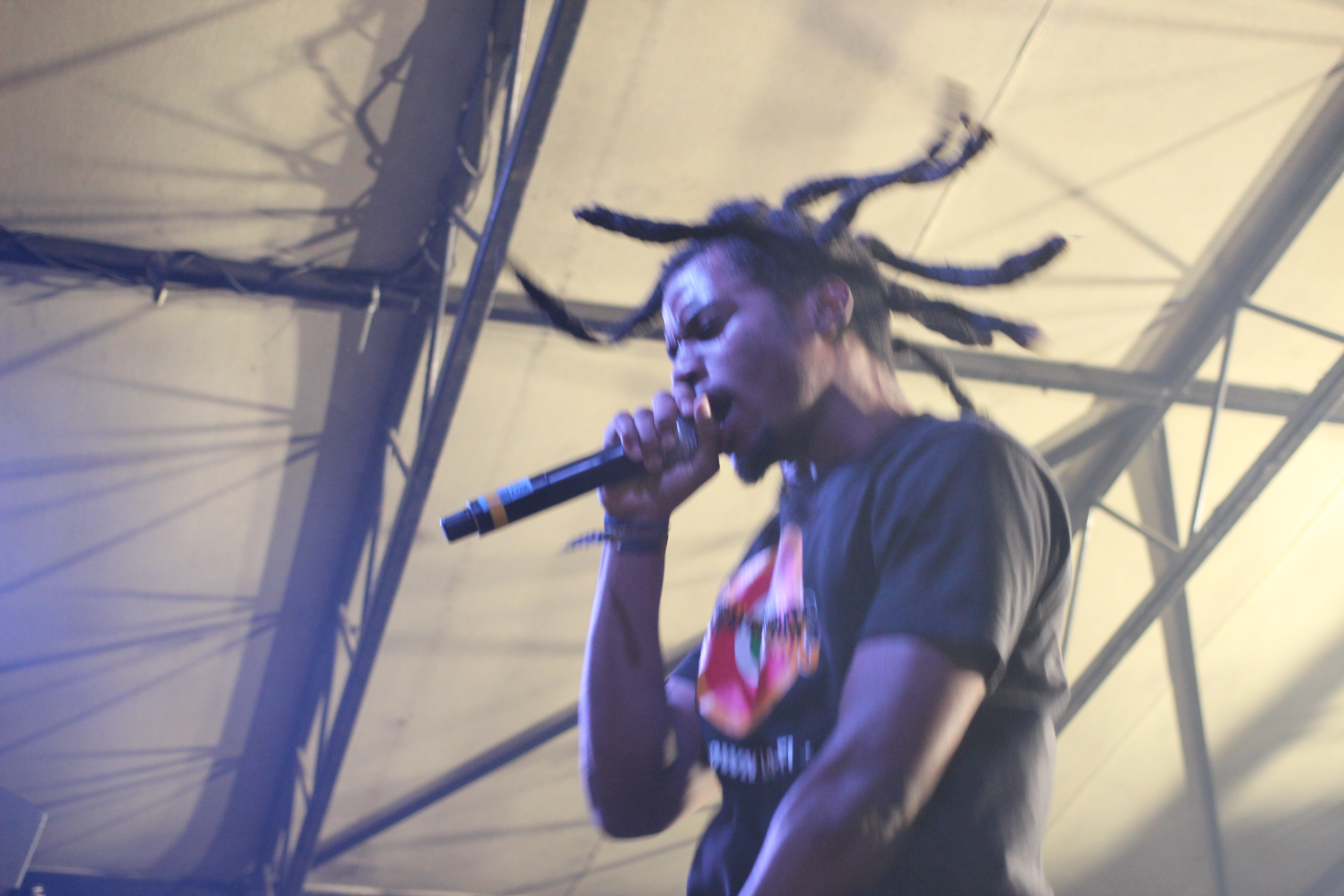
Curry bei einem Konzert (2017)

Denzel Currys Musik wird den Genres Hardcore-Rap, Southern-Rap und Trap zugerechnet. Mitunter variiert sein Stil von Album zu Album, wobei er auch immer wieder andere Pseudonyme wie etwa Aquarius’Killa, Raven Miyagi oder Denny Cascade annimmt. Die furiose Energie auf den ersten Mixtapes, die Curry auch bei Livekonzerten transportiert, lässt Einflüsse von 2Pac und Buju erkennen. Laut Complex verbindet er Einflüsse der Rapszene von Memphis mit der rechtshirnigen, unkonventionellen Spiritualität der frühen OutKast und der psychedelischen Kiffer-Exzentrizität von Redman. Sein Rapstil zeichnet sich durch den dynamischen Wechsel zwischen verschiedenen Flows aus, die er ähnlich wie Lord Infamous und André 3000 anwendet. Inspiriert durch Gucci Mane nahm er sein viertes Studioalbum Zuu erstmals vollständig im Freestyle auf. Als seine fünf Lieblingsrapper nennt Curry André 3000, Big Boi (beide OutKast), Big L, Lord Infamous und Trick Daddy.
Besonderen Wert legt Denzel Curry auf die Botschaft, die er vermitteln möchte. Seine Texte widmen sich den Problemen und Gefahren in seinem persönlichen Umfeld und bewegen sich dabei zwischen Fiktion, tatsächlichen Erfahrungen und alptraumhafter Realität. Bereits früh zeigte sich in seinem lyrischen Werk ein Klassenbewusstsein, etwa in der Verarbeitung des Todesfalles Trayvon Martin (Strictly 4 My R.V.I.D.X.R.Z.), welche mit 2Pac und dessen mehrfacher Erwähnung der ermordeten Highschool-Schülerin Latasha Harlins verglichen wurde. So thematisiert er auch Polizeigewalt („This goes out to the motherfuckin cops and to the punk police / Wanna see you pop a nigga, wanna see you drop a nigga, no justice no peace!“). Auf dem düsteren, angespannten Ta13oo wurden seine Liedtexte zunehmend introspektiver und lassen nach Meinung der Kritiker ein „zerrissenes Innenleben“ bzw. eine „gequälte Seele“ erkennen. Das Nachfolgealbum Zuu beschäftigt sich mit den Wurzeln des Rappers in seiner Heimatstadt, familiären Werten (Ricky: „My daddy said, ‚Trust no man but your brothers and never leave your day one’s in the gutter‘“) und seinem Aufstieg (Automatic: „On the road to riches you gotta look out for the serpents / Watch ‘em slither to the surface when they see your plan is workin’“). Darüber hinaus schreckt Curry nicht davor zurück, genreuntypische Dinge wie Dragon Ball Z und Mortal Kombat oder Rockbands wie Nirvana und Black Sabbath in seinen Texten zu referenzieren.

## Diskografie

### Studioalben
- 2013: Nostalgic 64
- 2016: Imperial

| Jahr | Titel                        | Höchstplatzierung, Gesamtwochen, AuszeichnungChartplatzierungen (Jahr, Titel, Platzierungen, Wochen, Auszeichnungen, Anmerkungen) | Höchstplatzierung, Gesamtwochen, AuszeichnungChartplatzierungen (Jahr, Titel, Platzierungen, Wochen, Auszeichnungen, Anmerkungen) | Höchstplatzierung, Gesamtwochen, AuszeichnungChartplatzierungen (Jahr, Titel, Platzierungen, Wochen, Auszeichnungen, Anmerkungen) | Höchstplatzierung, Gesamtwochen, AuszeichnungChartplatzierungen (Jahr, Titel, Platzierungen, Wochen, Auszeichnungen, Anmerkungen) | Anmerkungen                                           |
| Jahr | Titel                        | CH | UK | US | R&B | Anmerkungen                                           |
| ---- | ---------------------------- | --- | --- | --- | --- | ----------------------------------------------------- |
| 2018 | Ta13oo                       | — | UK62 (1 Wo.)UK | US28 (4 Wo.)US | R&B15 (2 Wo.)R&B | Erstveröffentlichung: 27. Juli 2018                   |
| 2019 | Zuu                          | CH99 (1 Wo.)CH | UK61 (1 Wo.)UK | US32 (2 Wo.)US | R&B19 (1 Wo.)R&B | Erstveröffentlichung: 31. Mai 2019                    |
| 2020 | Unlocked                     | — | — | US100 (2 Wo.)US | — | Erstveröffentlichung: 7. Februar 2020 mit Kenny Beats |
| 2022 | Melt My Eyez See Your Future | CH73 (2 Wo.)CH | UK30 (2 Wo.)UK | US17 (2 Wo.)US | R&B23 (1 Wo.)R&B | Erstveröffentlichung: 25. März 2022                   |

### Mixtapes und EPs
- 2011: King Remembered Underground Tape 1991–1995
- 2012: King of the Mischievous South, Vol. 1
- 2012: Strictly 4 My R.V.I.D.X.R.Z.
- 2015: 32 Zel/Planet Shrooms
- 2017: 13

| Jahr | Titel                                 | Höchstplatzierung, Gesamtwochen, AuszeichnungChartplatzierungen (Jahr, Titel, Platzierungen, Wochen, Auszeichnungen, Anmerkungen) | Höchstplatzierung, Gesamtwochen, AuszeichnungChartplatzierungen (Jahr, Titel, Platzierungen, Wochen, Auszeichnungen, Anmerkungen) | Höchstplatzierung, Gesamtwochen, AuszeichnungChartplatzierungen (Jahr, Titel, Platzierungen, Wochen, Auszeichnungen, Anmerkungen) | Höchstplatzierung, Gesamtwochen, AuszeichnungChartplatzierungen (Jahr, Titel, Platzierungen, Wochen, Auszeichnungen, Anmerkungen) | Anmerkungen                         |
| Jahr | Titel                                 | CH | UK | US | R&B | Anmerkungen                         |
| ---- | ------------------------------------- | --- | --- | --- | --- | ----------------------------------- |
| 2024 | King of the Mischievous South, Vol. 2 | — | — | US81 (2 Wo.)US | — | Erstveröffentlichung: 19. Juli 2024 |

### Singles
- 2013: Threatz (feat. Yung Simmie & Robb Bank$)
- 2014: Zone 3
- 2015: Ice Age (feat. Mike Dece)
- 2016: Ultimate (US: Gold)
- 2016: Flying Nimbus (feat. Lofty305)
- 2016: Knotty Head (feat. Rick Ross)
- 2017: Ultimate/Sick & Tired (feat. BadBadNotGood)
- 2017: Skywalker
- 2018: Uh Huh (mit IDK)
- 2018: Sumo
- 2018: Percs
- 2018: Clout Cobain (US: Platin)
- 2018: Vengeance (feat. JPEGMAFIA & ZillaKami)
- 2019: Black Balloons (feat. Twelve’len & GoldLink)
- 2019: Ricky (US: Gold)
- 2019: Speedboat
- 2022: Walkin (US: Gold)

### Gastbeiträge
| Jahr | Titel Album | Höchstplatzierung, Gesamtwochen, AuszeichnungChartsChartplatzierungen (Jahr, Titel, Album, Platzierungen, Wochen, Auszeichnungen, Anmerkungen) | Anmerkungen                                                                |
| Jahr | Titel Album | UK | Anmerkungen                                                                |
| --- | ----------- | --- | -------------------------------------------------------------------------- |
| Folgende Lieder erschienen nicht als Single, wurden aber durch das Album zum Download und Streaming bereitgestellt und konnten somit eine Platzierung erlangen: |             | |                                                                            |
| |             | |                                                                            |
| 2021 | Terms Tyron | UK71 (1 Wo.)UK | Charteinstieg: 19. Februar 2021 slowthai feat. Dominic Fike & Denzel Curry |

Weitere Gastbeiträge
- 2016: Chill Bill (Remix) (Rob $tone feat. D.R.A.M., Denzel Curry & Cousin Stizz)
- 2016: Dressed 2 Kill (J.K. the Rapper feat. Denzel Curry)
- 2016: Redemption (Nell feat. Denzel Curry)
- 2016: Du Rags (Yoshi Thompkins feat. Denzel Curry)
- 2016: Gunsmoke (Promnite feat. Denzel Curry, Nell, J.K. the Rapper & Twelve’len)
- 2016: Pale Fire (Darnell Williams feat. Denzel Curry & Elohim)
- 2017: Cnt U See (Remix) (Jamie Isaac feat. Denzel Curry & Wiki)
- 2017: Raw (Remix) (Daye Jack feat. Denzel Curry & Grim Dave)
- 2017: Babylon (Ekali feat. Denzel Curry)
- 2017: Goldfish (Billy Davis feat. Denzel Curry)
- 2018: No Wave (IDK feat. Denzel Curry)
- 2018: Kristi Yamagucci (A$AP Ferg feat. Denzel Curry, IDK & NickNack)
- 2018: Please Forgive (Powers Pleasant feat. Denzel Curry, IDK, Zombie Juice & ZillaKami)
- 2019: Psycho (slowthai & Denzel Curry)
- 2019: Tokyo Drifting (Glass Animals feat. Denzel Curry, US: Gold)
- 2019: Poison Klan (PlayThatBoiZay feat. Denzel Curry & Anonymuz)
- 2019: What I Please (Smokepurpp feat. Denzel Curry)

## Auszeichnungen für Musikverkäufe
| Goldene Schallplatte - Australien - 2024: für die Single Black Balloons - 2024: für die Single Ultimate - 2024: für die Single Walkin - Brasilien - 2024: für das Lied Elevate - Kanada - 2021: für die Single Ricky - 2023: für die Single Walkin - Polen - 2021: für die Single Ultimate | Platin-Schallplatte - Australien - 2021: für die Single Tokyo Drifting - 2024: für die Single Clout Cobain - 2024: für die Single Ricky - Kanada - 2021: für die Single Clout Cobain |

Anmerkung: Auszeichnungen in Ländern aus den Charttabellen bzw. Chartboxen sind in ebendiesen zu finden.
| Land/RegionAuszeichnungen für Musikverkäufe (Land/Region, Auszeichnungen, Verkäufe, Quellen) | Gold       | Platin     | Verkäufe  | Quellen             |
| -------------------------------------------------------------------------------------------- | ---------- | ---------- | --------- | ------------------- |
| Australien (ARIA)                                                                            | 3× Gold3   | 3× Platin3 | 315.000   | aria.com.au         |
| Brasilien (PMB)                                                                              | Gold1      | —          | 20.000    | pro-musicabr.org.br |
| Kanada (MC)                                                                                  | 2× Gold2   | Platin1    | 160.000   | musiccanada.com     |
| Polen (ZPAV)                                                                                 | Gold1      | —          | 25.000    | olis.pl             |
| Vereinigte Staaten (RIAA)                                                                    | 4× Gold4   | Platin1    | 3.000.000 | riaa.com            |
| Insgesamt                                                                                    | 11× Gold11 | 5× Platin5 |           |                     |